# Ezcaray
Ezcaray – gmina w Hiszpanii, w prowincji La Rioja, w La Rioja, o powierzchni 142,85 km². W 2011 roku gmina liczyła 2054 mieszkańców.